# Horgești
Horgești è un comune della Romania di 4 867 abitanti, ubicato nel distretto di Bacău, nella regione storica della Moldavia.
Il comune è formato dall'unione di 7 villaggi: Bazga, Galeri, Horgești, Mărăscu, Răcătău, Recea, Sohodor.